# Jesse Mashburn
Jesse Mashburn   (Seminole, 14 de febrer de 1933) és un atleta estatunidenc, ja retirat, especialista en curses de velocitat, que va competir durant la dècada de 1950.
El 1956 va prendre part en els Jocs Olímpics d'Estiu de Melbourne, on guanyà la medalla d'or en els 4x400 metres del programa d'atletisme. Formà equip amb Charlie Jenkins, Louis Jones i Tom Courtney.
En el seu palmarès també destaquen dues medalles als Jocs Panamericans de 1955, d'or en els 4x400 metres i de bronze en els 400 metres. A nivell nacional va guanyar els campionats de l'AAU dels 400 metres el 1953 i, com a estudiant de la Universitat Estatal d'Oklahoma, els campionats de la NCAA en 400 metres el 1955 i 1956. El 9 d'agost de 1952 va formar part del quartet que va millorar el rècord del món dels 4x440 iardes.
El 2001 va ser inclòs a l'Oklahoma Sports Hall of Fame.

## Millors marques
- 200 metres llisos. 20.9" (1955)
- 400 metres llisos. 45.9" (1956)
- Decatló. 6.655 punts (1953)[4]